# 1960年ローマオリンピックのベルギー選手団
1960年ローマオリンピックのベルギー選手団（1960ねんローマオリンピックのベルギーせんしゅだん）は、1960年8月25日から9月11日にかけてイタリアの首都ローマで開催された1960年ローマオリンピックのベルギー選手団、およびその競技結果。

## 概要
今大会は銀メダル2個、銅メダル2個の合計4個のメダルを獲得した。

## メダル
| メダル | 選手名                           | 競技       | 種目                 |
| ------ | -------------------------------- | ---------- | -------------------- |
| 銀     | ロゲール・モエンス               | 陸上       | 男子800m             |
| 銀     | レオ・ステルクス                 | 自転車     | 男子スプリント       |
| 銅     | ウィリー・ファン・デン・ベルヘン | 自転車     | 男子個人ロードレース |
| 銅     | アンドレ・ネリス                 | セーリング | フィン級             |